# Pluteus cervinus
Pluteus cervinus (Schäffer) P. Kumm. 1871  —o plúteo cervino— es un hongo basidiomiceto de la familia Pluteaceae. Se desarrolla sobre madera muerta o sobre troncos de coníferas o frondosas. Su coloración y tamaño es variable dependiendo el entorno y condiciones de crecimiento. Su seta, o cuerpo fructífero, es comestible, pero no muy apreciado. Su epíteto específico, cervinus, significa "parecido al ciervo". El basónimo de esta especie es Agaricus cervinus Schaeff. 1774.

## Descripción
Produce setas poco carnosas, cuyo sombrero puede medir hasta 12 centímetros de diámetro. Presenta un color variable entre marrón oscuro y marrón amarillento o gris, con fibrillas radiales. En ejemplares jóvenes, este sombrero tiene forma acampanada. Más tarde se extiende, adquiriendo una forma plano-convexa con un mamelón central. Las láminas son libres, muy tupidas y ventrudas, de color blanco al principio, se van volviendo algo rosadas más tarde y color carne a la vejez. El pie, de color claro, mide unos 15 centímetros de longitud y entre 1 y 2 de diámetro. En su superficie presenta unas fibras longitudinales muy delgadas, de color pardo o amarillento. La esporada es rosada y su carne es blanca, suave y blanda, de olor empalagoso.